# Marissa Irvin
Marissa Irvin (Santa Monica, 23 juni 1980) is een voormalig tennisspeelster uit de Verenigde Staten van Amerika.
Irvin begon op negenjarige leeftijd met tennis. Zij speelt rechtshandig en heeft een tweehandige backhand. Zij was actief in het proftennis van 2000 tot en met 2005.
Zij was ook bekend onder de naam Marissa Gould, nadat zij trouwde met Patrick Gould op 19 januari 2008.
In 2000 won Irvin haar eerste ITF-toernooi in Clearwater (VS). In 2001 won zij haar eerste ITF-dubbelspeltoernooi in Dothan (VS). Zij bereikte geen WTA-finales
Haar beste resultaat op de grandslamtoernooien is het bereiken van de derde ronde. Haar hoogste notering op de WTA-ranglijst is de 51e plaats in het enkelspel, die zij bereikte in augustus 2002.

## Posities op deWTA-ranglijst
Positie per einde seizoen:
| jaar | ranking enkelspel | ranking dubbelspel |
| ---- | ----------------- | ------------------ |
| 1996 | 976               | –                  |
| 1997 | 687               | 827                |
| 1998 | 403               | 100                |
| 1999 | 131               | 100                |
| 2000 | 92                | 100                |
| 2001 | 64                | 100                |
| 2002 | 85                | 168                |
| 2003 | 123               | 167                |
| 2004 | 72                | –                  |
| 2005 | 133               | –                  |

## Resultaten grandslamtoernooien
| Legenda | Legenda                          |
| ------- | -------------------------------- |
| g.t.    | geen toernooi gehouden           |
| l.c.    | lagere categorie                 |
| –       | niet deelgenomen                 |
| G       | uitgeschakeld in de groepsfase   |
| 1R      | uitgeschakeld in de eerste ronde |
| 2R      | uitgeschakeld in de tweede ronde |
| 3R      | uitgeschakeld in de derde ronde  |
| 4R      | uitgeschakeld in de vierde ronde |
| KF      | uitgeschakeld in de kwartfinale  |
| HF      | uitgeschakeld in de halve finale |
| F       | de finale verloren               |
| W       | het toernooi gewonnen            |
| w-v     | winst/verlies-balans             |

### Enkelspel
| Toernooi        | 2000 | 2001 | 2002 | 2003 | 2004 | 2005 | w-v |
| --------------- | ---- | ---- | ---- | ---- | ---- | ---- | --- |
| Australian Open | 2R   | 1R   | 1R   | 1R   | –    | 1R   | 1-5 |
| Roland Garros   | –    | 2R   | 1R   | 3R   | 3R   | 3R   | 7-5 |
| Wimbledon       | 1R   | 1R   | 1R   | 1R   | 1R   | 2R   | 1-6 |
| US Open         | 2R   | 1R   | 1R   | 1R   | 1R   | 1R   | 1-6 |

### Vrouwendubbelspel
| Australian Open | –  | –  | –  | 1R | –  | –  | 0-1 |
| Roland Garros   | –  | –  | –  | 2R | 1R | 1R | 1-3 |
| Wimbledon       | –  | –  | –  | 1R | –  | –  | 0-1 |
| US Open         | 1R | 2R | 3R | 2R | –  | 1R | 4-5 |